# Gadaspis tuberculata
Gadaspis tuberculata är en insektsart som först beskrevs av Hall 1929.  Gadaspis tuberculata ingår i släktet Gadaspis och familjen pansarsköldlöss.
Artens utbredningsområde är Zimbabwe. Inga underarter finns listade i Catalogue of Life.